# Stephanie Childress

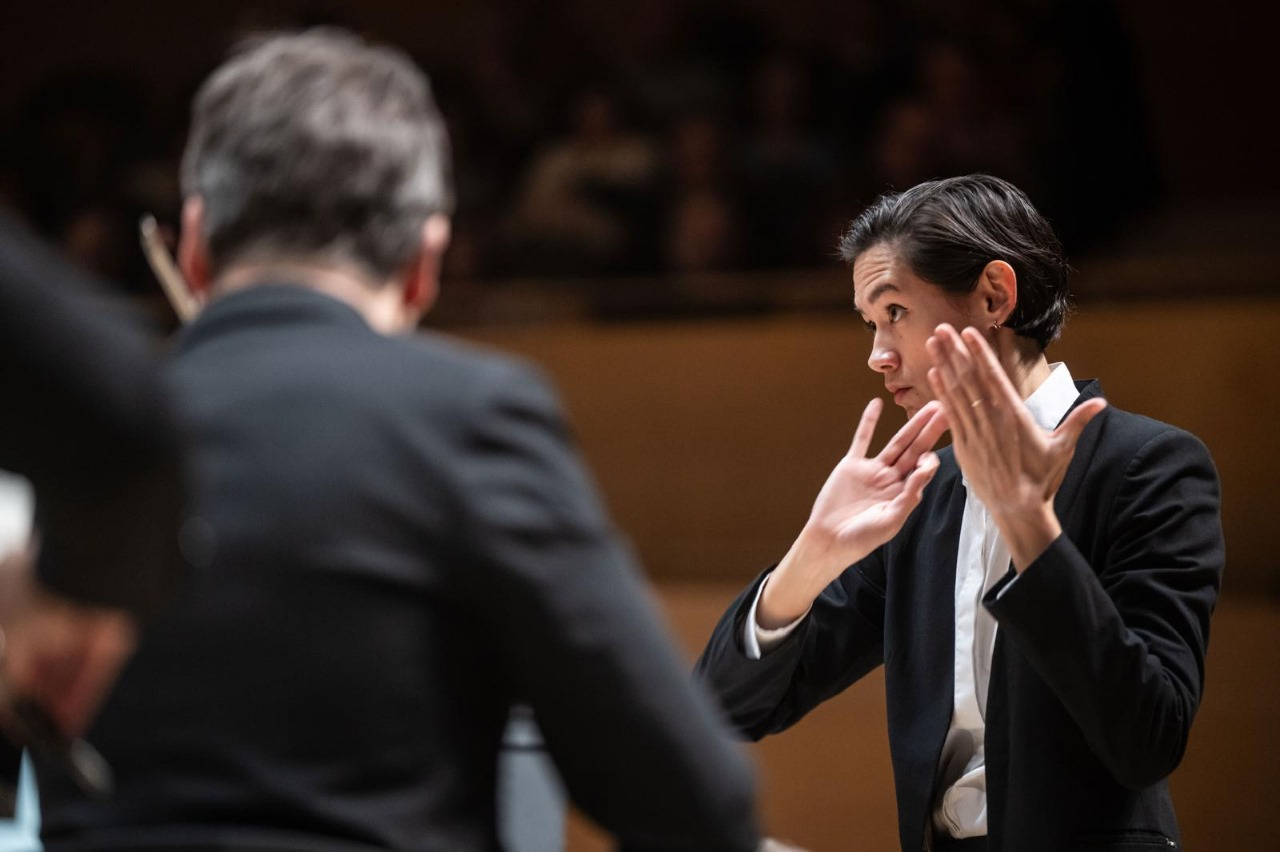
Stephanie Childress, 2024

Stephanie Childress (* 1999 in London) ist eine französisch-britische Dirigentin. Sie ist Erste Gastdirigentin des Barcelona Symphony Orchestra and National Orchestra of Catalonia.

## Leben
Childress wurde in einer nicht-musikalischen Familie geboren und begann ihre Karriere als Geigerin. Sie besuchte das Lycée Français Charles de Gaulle in London, die Juniorabteilung des Royal College of Music und war Mitglied des National Youth Orchestra of Great Britain, das sie 2015 schließlich leitete. Sie war 2016 und 2018 Finalistin für Streichinstrumente beim Wettbewerb BBC Young Musician of the Year. Im Sommer 2019 gab sie ihr Debüt bei den Proms als Solistin.
2018 schloss sie ihr Studium an der University of Cambridge mit einem Bachelor in Musikwissenschaft ab. Während ihres Studiums machte sie ihre ersten Schritte als Dirigentin und studierte Symphonien, Opern und Operetten ein.
Im Jahr 2018 begann Childress, Opern zu dirigieren, zunächst als Assistenzdirigentin bei der Produktion The Enchanted Island der British Youth Opera, bevor sie bei Produktionen an der Glyndebourne Festival Opera und an der English National Opera assistierte. 2019 dirigierte sie Anna Semples Oper The Next Station is Green Park am Royal Conservatoire of Scotland, 2022 und 2023 Mozarts Le Nozze di Figaro und Don Giovanni in Glyndebourne und 2024 Missy Mazzolis Breaking The Waves an der Oper in Detroit.
Im September 2020 gewann Childress den zweiten Preis bei der ersten Ausgabe des Dirigierwettbewerbs La Maestra in Paris.  Von 2020 bis 2022 debütierte sie unter anderem beim Philharmonia Orchestra, dem Royal Liverpool Philharmonic Orchestra, dem London Symphony Orchestra, den London Mozart Players, dem BBC Philharmonic, dem Orchestre de Paris und dem Orchestre National de Montpellier. Von 2020 bis 2023 war sie Assistenzdirigentin des Saint Louis Symphony Orchestra unter Stéphane Denève. Childress fungierte auch als Musikdirektorin des Saint Louis Symphony Youth Orchestra.
Im Februar 2022 dirigierte sie das Symphonieorchester von Barcelona und wurde im Dezember 2023 zur Ersten Gastdirigentin ernannt. Sie wurde in der Kategorie Révélation chef d’orchestre für die Victoires de la musique classique 2022 nominiert.
2023 trat sie zum ersten Mal in Deutschland mit dem Konzerthausorchester Berlin auf und mit Aufführungen von Mozarts Die Entführung aus dem Serail an der Hamburgischen Staatsoper.
Im Jahr 2024 gab Childress mehrere Debüts in Nordamerika mit Orchestern wie dem National Arts Centre Orchestra in Ottawa, dem Cleveland Orchestra, dem Cincinnati Symphony Orchestra, dem Detroit Symphony Orchestra, dem Baltimore Symphony Orchestra und dem Minnesota Orchestra sowie ihr Japan-Debüt mit dem Yomiuri-Nippon-Sinfonieorchester.